# ʿAwāme
El ʿawāme (en árabe: عوامة‎, ‘flotante’) es un dulce típico de la pastelería árabe levantina hechos de masa dulce remojada en jarabe de azúcar o miel, canela y frita en aceite. A veces también se le espolvorea sésamo. En algunas zonas de Oriente Medio se les conoce también como zlabieh (زلابية). En la cocina turca existe su análogo, el lokma (لقمة), que en la cocina griega se le llama loukoumádes (λουκουμάδες). También es similar a los yalebis indios, aunque tienen forma de flor y aroma diferente.
Los awameh se asocian con Navidad y la «circuncisión de Cristo» o bautismo, llamado ghtas o awwameh.